# We're Not Married!
We're Not Married! (bra: Travessuras de Casados) é um filme estadunidense de 1952, do gênero comédia romântica, dirigido por Edmund Goulding para a 20th Century Fox, com roteiro de Nunnally Johnson sobre uma adaptação feita por Dwight Taylor duma história não publicada de Gina Kaus e Jay Dratler chamada "If I Could Remarry".
O filme é estrelado por Victor Moore, Ginger Rogers, Fred Allen, Marilyn Monroe, David Wayne, Eve Arden, Paul Douglas, Eddie Bracken, e Mitzi Gaynor. 

## Enredo
O idoso Sr. Bush (Victor Moore) é nomeado juiz de paz na véspera de Natal e no mesmo dia casa vários casais que o procuram. Porém, sua nomeação só tem validade a partir de 1 de janeiro do ano seguinte. Dois anos e meio depois, para seu horror, o Sr. Bush fica sabendo do erro quando um dos seis casais entra com o processo de divórcio e descobre que sua união nunca fora legal aos olhos da lei. Para evitar um escândalo ainda maior, o governador envia cartas aos outros cinco casais avisando-lhes que não estão "legalmente casados" e convidando-os a renovarem seus votos. A partir daí, é mostrado, em diferentes segmentos, como os casais reagiram à notícia:
- Casal nº1: Steve Gladwyn (Fred Allen) e Ramona (Ginger Rogers) possuem um programa de rádio do estilo marido e mulher, chamado Breakfast with the Glad Gladwyns (Café da Manhã com os Alegres Gladwyn), mas na realidade já não suportam um ao outro e ficam felizes ao descobrirem que na verdade não são casados. O produtor do programa, H. D. Graves (Richard Buckley) lembra a eles que seu programa matinal é o de maior audiência das rádios, e que, se eles não são casados, não receberão mais seu salário semanal de US $5.000. Graves é apoiado pelo executivo da estação de rádio Twitchell, que aponta que os Gladwyn assinaram seu contrato como "Sr. e Sra. Gladwyn", e devem, portanto, se casarem de novo, a fim de honrá-lo.[carece de fontes?]

- Casal nº2: Jeff Norris (David Wayne) e Annabel (Marilyn Monroe). Annabel é a escultural vencedora do concurso de beleza "Sra. Mississippi", e apesar de Jeff se orgulhar de sua esposa, ele fica costernado ao saber que seu promotor, Duffy (James Gleason), tem a intenção de mantê-la tão ocupada que ela não será capaz de retornar aos seus deveres de dona de casa. Jeff já está exausto de cuidar de seu recém-nascido filho Bitsy, e assim, quando ele recebe a carta do governador, liga para os oficiais do concurso de beleza para dizer que como ela é uma mulher solteira, Annabel deverá ser desqualificada. O esquema de Jeff sai pela culatra, no entanto, quando Annabel concorre e vence o concurso Miss Mississippi.[carece de fontes?]

- Casal nº3: Hector Woodruff (Paul Douglas) e Katie (Eve Arden) vivem no subúrbio e estão passando uma noite tranquila como de costume, quando Hector lê a carta do governador. Hector fantasia sobre se divertir com suas numerosas ex-namoradas em boates chiques, mas ao se imaginar recebendo as enormes contas que essa diversão lhe custaria, ele rapidamente queima a carta antes de Katie poder vê-la.[carece de fontes?]

- Casal nº4: O bondoso milionário Frederick S. Melrose (Louis Calhern) e sua exótica e muito mais jovem esposa Eva (Zsa Zsa Gabor). A calculista Eva, que só se casou com Freddie por seu dinheiro, arranja para que ele seja fotografado em uma posição comprometedora em um hotel de Nova Orleans, e usa a fotografia para chantageá-lo a fazer um robusto acordo de divórcio. Freddie fica estupefato pela ganância de Eva e de seu advogado, Stone (Paul Stewart), e quando a carta do governador é entregue em seu escritório, Freddie, rindo, vê uma solução para o seu problema. Fingindo cooperar, Freddie lista suas inúmeras posses e, em seguida, mostra a carta a Eva. Depois de Eva desmaiar, Freddie presunçosamente diz a Stone que ele pode juntar sua cliente agora.[carece de fontes?]

- Casal nº5: Willie Fisher (Eddie Bracken) e Patsy (Mitzi Gaynor) se despedem numa estação de trem depois que Willie, convcado pela Marinha, é designado ao Pacífico. Enquanto o trem parte, Patsy diz a Willie que ele está prestes a se tornar pai e, depois que lê a carta do governador, fica horrorizado com a constatação de que seu bebê será ilegítimo caso morra na Guerra. Willie salta do trem e assim se torna um desertor, então telegrama Patsy para encontrá-lo em Port City. Patsy chega ao local do encontro, e eles correm para a prefeitura para obter uma licença. O funcionário dá-lhes a licença, mas informa que eles devem ser casados pelo juiz de paz, cujo escritório fica do outro lado da rua. Atravessar a rua é dificultado por dois policiais militares em patrulha  que perdem Willie após uma breve perseguição. No escritório, o juiz de paz informa ao infeliz casal que eles devem primeiro obter um relatório físico, e Patsy teme que sua gravidez seja revelada. Porém, só é necessário um simples exame de sangue. Enquanto esperam no consultório médico, Willie é preso pelos policiais. Enquanto uma triste Patsy está parada na doca após Willie ter partido de navio, um amigável capelão oferece sua ajuda. Ao ouvir o problema, o capelão arranja para que Patsy e Willie, que fora jogado na prisão, se casem pelo rádio.[carece de fontes?]

Logo depois, Annabel e Jeff casam novamente, assim como Katie e Hector. Ramona e Steve, ambos mal-humorados, vão à prefeitura para a cerimônia, e quando um jovem e animado casal surge, Steve pergunta se eles podem lhes dar um pouco de seu arroz. Animado com o gesto, Steve e Ramona percebem que de fato se amam, e sorriem enquanto entram no escritório da prefeitura.[carece de fontes?]
Um sexto segmento, estrelado por Hope Emerson e Walter Brennan como um casal rural, foi cortado da versão final.[carece de fontes?]